# Vytautas Černiauskas
Vytautas Černiauskas (* 12. března 1989, Panevėžys, Litevská SSR, Sovětský svaz) je litevský fotbalový brankář a reprezentant, který hraje v klubu FK Panevėžys.

## Reprezentační kariéra
Černiauskas hrál v mládežnických reprezentacích Litvy, mj. U19 a U21.
V A-mužstvu litevské reprezentace debutoval 3. 9. 2014 v přátelském zápase proti Spojeným arabským emirátům, které skončilo remízou 1:1.